# Phan Thái
Phan Thái (sinh năm 1928), bí danh Trần Hồng, là một tướng lĩnh, sĩ quan cấp cao, quân hàm Thiếu tướng Quân đội nhân dân Việt Nam, nguyên Phó Chủ nhiệm kiêm Tham mưu trưởng Tổng cục Kỹ thuật (1985-1987).

## Thân thế và sự nghiệp
Ông tên thật là Phan Hữu Thái sinh ngày 15 tháng 12 năm 1928, nguyên quán tại xã Phù Chính, huyện Vĩnh Lạc, tỉnh Vĩnh Phúc (nay là xã Tuân Chính, huyện Vĩnh Tường, tỉnh Vĩnh Phúc).
Tháng 3 năm 1945, ông hoạt động Việt Minh rồi tham gia nghĩa quân Chiến khu Đông Triều (Đệ tứ chiến khu).
Tháng 8 năm 1945, ông tham gia giành chính quyền ở thị xã Quảng Yên rồi làm cán bộ tuyên truyền tỉnh Quảng Yên (nay là huyện Yên Hưng, tỉnh Quảng Ninh).
Tháng 2 năm 1946, ông nhập ngũ và được cử đi học tại Trường sĩ quan Lục quân.
Năm 1947, ông được cử giữ chức vụ đại đội trưởng Đại đội Ký Con, Đại đội quyết tử của Hải Phòng, trực thuộc Trung đoàn 66 rồi Trung đoàn 42.
Năm 1949, Tổng đội trưởng Trường Trung sơ cấp Bộ Quốc phòng.
Năm 1951, tiểu đoàn phó, tiểu đoàn trưởng Tiểu đoàn 265 Trung đoàn 57 Sư đoàn 304.
Tháng 5 năm 1953, tiểu đoàn trưởng Tiểu đoàn cao xạ 396 Trung đoàn pháo cao xạ 367.
Tháng 11 năm 1954, trung đoàn phó rồi trưởng ban tác huấn Trung đoàn pháo cao xạ 367.
Năm 1955, ông được cử đi học tại Học viện Phòng không Bắc Kinh, Trung Quốc.
Năm 1956, quyền trung đoàn trưởng Trung đoàn 4 Đại đoàn pháo cao xạ 367.
Tháng 4 năm 1958, trưởng ban cần vụ đối không Bộ Tư lệnh Phòng không.
Tháng 2 năm 1964, ông được bổ nhiệm giữ chức vụ trưởng phòng trinh sát trên không Quân chủng Phòng không Không quân.
Tháng 6 năm 1967, Hiệu trưởng Trường Kỹ thuật Quân chủng Phòng không Không quân.
Tháng 6 năm 1970, Cục phó Cục Kỹ thuật Quân chủng Phòng không Không quân.
Tháng 4 năm 1975, Tham mưu phó Bộ Tham mưu Tổng cục Kỹ thuật Quân đội nhân dân Việt Nam
Tháng 11 năm 1985, Phó Chủ nhiệm kiêm Tham mưu trưởng Tổng cục Kỹ thuật.
Năm 1990, ông nghỉ hưu.
Thiếu tướng (12.1984).

## Khen thưởng
• Huân chương Quân công hạng Nhì
• Huân chương Chiến công (hạng Nhất, Nhì, Ba)
• Huân chương Chiến thắng (chống Pháp) hạng Nhì
• Huân chương Kháng chiến chống Mỹ hạng Nhất
• Huân chương Chiến sĩ vẻ vang (hạng Nhất, Nhì, Ba)
• Huy hiệu 50 năm tuổi Đảng.